# Cubzac-les-Ponts
Cubzac-les-Ponts är en kommun i departementet Gironde i regionen Nouvelle-Aquitaine i sydvästra Frankrike. Kommunen ligger i kantonen Saint-André-de-Cubzac som tillhör arrondissementet Blaye. År 2022 hade Cubzac-les-Ponts 2 637 invånare.

## Befolkningsutveckling
Antalet invånare i kommunen Cubzac-les-Ponts
Referens:INSEE